# Syrgenstein
Syrgenstein – miejscowość i gmina w Niemczech, w kraju związkowym Bawaria, w rejencji Szwabia, w regionie Augsburg, w powiecie Dillingen an der Donau, siedziba wspólnoty administracyjnej Syrgenstein. Leży na obrzeżach Jury Szwabskiej, około 20 km na północny zachód od Dillingen an der Donau.

## Dzielnice
W skład gminy wchodzą następujące dzielnice:
Altenberg, Alter Thurm, Ballhausen, Martinshof, Landshausen, Staufen, Viehmühle.

## Demografia
| Rok  | Liczba mieszk. |
| ---- | -------------- |
| 1970 | 2 976          |
| 1987 | 3 038          |
| 2000 | 3 480          |

## Polityka
Wójtem gminy jest Bernd Steiner, rada gminy składa się z 16 osób.
|      | CSU | SPD/UB | FWV Landshausen | WG Staufen | FWV Ballhausen | REP | Razem |
| 2008 | 4   | 3      | 4               | 3          | 1              | 1   | 16    |
| 2002 | 4   | 3      | 4               | 3          | 1              | 1   | 16    |